# ألفرد ر. بيج
ألفرد ر. بيج (بالإنجليزية: Alfred R. Page)‏ هو محامي وقاضي وسياسي أمريكي، ولد في 7 أكتوبر 1859، وتوفي في 3 فبراير 1931 بسبب ذات الرئة. حزبياً، نشط في الحزب الجمهوري. وقد انتخب عضو مجلس ولاية نيويورك.
1. 1 2 3  "Collection: Page family papers" (بالإنجليزية). Archives at Yale. Retrieved 2021-04-06.